# سفارة بنما في السويد
سفارة بنما في السويد هي أرفع تمثيل دبلوماسي لدولة بنما لدى السويد. تقع السفارة في ستوكهولم وهي تهدف لتعزيز المصالح البنمية في السويد.

## وصلات خارجية
- قائمة سفارات بنما
- قائمة السفارات في السويد